# Kim St-Pierre
Kim St-Pierre (* 14. Dezember 1978 in Châteauguay, Québec) ist eine ehemalige kanadische Eishockeytorhüterin, die mit der kanadischen Frauen-Nationalmannschaft mehrere Goldmedaillen bei Weltmeisterschaften und Olympischen Winterspielen gewonnen hat. Im Jahr 2020 wurde sie mit der Aufnahme in die Hockey Hall of Fame ausgezeichnet.

## Karriere
Im Alter von acht Jahren begann Kim St-Pierre Eishockey zu spielen und übte diesen Sport bis zum Alter von 18 Jahren ausschließlich in Mannschaften mit männlichen Sportlern aus. 1998 begann St-Pierre ein Studium der Kinesiologie an der McGill University und spielte für das Frauen-Eishockey-Team der Universität, die McGill Martlets in der CIS. Während der Saison 2003/04 gehörte sie parallel dem Kader des Herrenteams der Universität an. Dabei besiegte sie am 15. November 2003 mit dem Herrenteam der Universität die Ryerson University mit 5:2 und war damit die erste Torhüterin in einer CIS-Liga, die in einem Herrenspiel einen Sieg erreichte.

### NWHL und CWHL
Nach Abschluss ihres Studiums spielte St-Pierre bis 2006 für die Québec Avalanche in der National Women’s Hockey League, anschließend ein Jahr lang für die Axion de Montréal. 2007 wurde die NWHL aufgelöst und St-Pierre wechselte zu den Stars de Montréal in die Canadian Women’s Hockey League. In der Saison 2007/08 wurde sie als CWHL Top Goaltender ausgezeichnet und in das CWHL Eastern All-Star-Team gewählt. Im Oktober 2008 schrieb St-Pierre Eishockeygeschichte, als sie während eines Trainings der Montréal Canadiens in der Denis Savard Arena im Tor stand und den Grippe-erkrankten Carey Price vertrat. Sie war damit die zweite Frau in der Geschichte der NHL nach Manon Rhéaume, die mit NHL-Spielern auf dem Eis gestanden hat.
2009 gewann sie mit den Stars die Meisterschaftstrophäe der Liga, den Clarkson Cup und war damit die dritte Frau, die den Clarkson Cup, eine olympische Goldmedaille und eine Goldmedaille bei Weltmeisterschaften gewonnen hat. Damit gehört sie dem inoffiziellen Triple Gold Club im Frauen-Eishockey an.
Im September 2011 gab St-Pierre bekannt, für die Saison 2011/12 vom Spielbetrieb auszusetzen, da sie schwanger sei. Zur Saison 2012/13 plante sie, wieder professionell Eishockey zu spielen und um ihren Platz im Nationalkader kämpfen zu wollen. Ende Oktober 2012 gab sie bei der 1:4-Niederlage gegen die Boston Blades ihr Comeback für die Stars in der CWHL.
2013 beendete sie ihre Karriere endgültig.

### International
1999 wurde Kim St-Pierre das erste Mal in den Kader des Team Canada berufen, nachdem sie zuvor mehrfach erfolglos versucht hatte, in die regionale Auswahlmannschaft der Provinz Québec aufgenommen zu werden. Anschließend nahm sie an der Weltmeisterschaft 1999 teil und gewann mit dem Team Canada die Goldmedaille. Weitere Weltmeisterschaftstitel folgten in den Jahren 2000, 2001, 2004, 2008 und 2011.
Bei den Weltmeisterschaften 2005, 2008 und 2009 gewann St-Pierre jeweils die Silbermedaille. Zudem wurde sie bei den Turnieren 2001 und 2004 jeweils als beste Torhüterin ausgezeichnet.
2002 gehörte sie dem Olympiakader bei den Olympischen Winterspielen in Salt Lake City an. Sie erreichte als Stammtorhüterin mit dem Nationalteam das Finale gegen die USA, in dem diese mit 3:2 bezwungen wurde und gewann ihre erste olympische Goldmedaille. Am Turnierende wurde sie zudem als beste Torhüterin ausgezeichnet.
Bei den Olympischen Winterspielen 2006 in Turin gewann sie ihre zweite und 2010 in Vancouver ihre dritte olympische Goldmedaille.
St-Pierre hält verschiedene internationale Rekorde, unter anderem Rekorde für die meisten Shutouts (15), die meisten Torhüter-Siege (24) und den geringsten Gegentorschnitt (0,84).

## Erfolge und Auszeichnungen
- CIS Most Outstanding Player: 2003
- CWHL Top Goaltender: 2007/08 und 2008/09
- CWHL First All-Star Team: 2008/09
- CWHL Eastern All-Stars: 2007/08
- Wertvollste Spielerin der Esso Women’s Nationals: 2002[9]
- Aufnahme in die Hockey Hall of Fame: 2020
- Order of Hockey in Canada: 2022

### International
- Goldmedaille bei der Weltmeisterschaft 1999, 2000, 2001, 2004, 2008, 2011
- Goldmedaille bei den Olympischen Winterspielen 2002, 2006 und 2010
- Silbermedaille bei der Weltmeisterschaft 2005, 2007, 2008, 2009
- Goldmedaille beim 4 Nations Cup 2010
- Beste Torhüterin der Weltmeisterschaft 2001, 2004
- Beste Torhüterin der Olympischen Winterspiele 2002

## Statistik International
(Legende zur Torhüterstatistik: GP oder Sp = Spiele insgesamt; W oder S = Siege; L oder N = Niederlagen; T oder U oder OT = Unentschieden oder Overtime- bzw. Shootout-Niederlage; Min. = Minuten; SOG oder SaT = Schüsse aufs Tor; GA oder GT = Gegentore; SO = Shutouts; GAA oder GTS = Gegentorschnitt; Sv% oder SVS% = Fangquote; EN = Empty Net Goal; 1 Play-downs/Relegation; Kursiv: Statistik nicht vollständig)